# Předhradí
Předhradí település Csehországban, a Chrudimi járásban. Předhradí Proseč, Skuteč és Pokřikov településekkel határos. Lakosainak száma 397 fő (2024. január 1.).

## Népesség
A település lakosságának változását az alábbi diagram mutatja:
| Lakosok száma | 613  | 636  | 600  | 450  | 527  | 449  | 422  | 421  | 399  | 397  |
|               | 1869 | 1890 | 1921 | 1950 | 1980 | 2001 | 2017 | 2019 | 2022 | 2024 |